# Dream Factory
Dream Factory (englisch für Traumfabrik) ist eine Science-Fiction-Kurzgeschichte des australischen Schriftstellers Greg Egan, zuerst veröffentlicht im Clarkesworld Magazine im April 2022. Diese beschreibt die Entwicklung einer App zur Beobachtung der Träume von Haustieren. Die Kurzgeschichte erschien in der Sammlung Sleep and the Soul im Jahr 2023.

## Handlung
In der nahen Zukunft werden Elektroden in die Gehirne von Haustieren eingesetzt, um diese etwa von der Erbeutung anderer Tiere abzuhalten oder Tricks aufführen zu lassen. James und Sarah wollen dies anprangern und nutzen die Katze Pawpaw zur Programmierung einer App, welche die Träume der Haustiere anzeigt. Doch anstatt dass die Welt realisiert, dass mit ihren Gehirnen nicht gespielt werden sollte, geht die App nach Empfehlung einer berühmten Popsängerin viral. James und Sarah beginnen daraufhin mit der Arbeit an einer falschen App, um ihren eigenen Erfolg zu untergraben.

## Kritik
Victoria Silverwolf schrieb auf Tangent Online, dass Greg Egan eine ungewöhnlich plausible Spekulativgeschichte über Technologie erzählt, in welcher sich auf ein tiefgründiges Verständnis über die kulturellen Auswirkungen von sozialen Medien findet („creates unusually plausible speculative technology, while also demonstrating a profound understanding of the cultural impact of social media“). Sie fügt darüber hinaus hinzu, dass sich zudem subtile Hinweise darauf befinden, wie sich verstörende Trends sehr glaubwürdig weiterentwickelt haben und zudem Authentizität zu einer Geschichte hinzufügt, welche vielen und insbesondere auch nicht nur Katzenliebhabern gefallen sollte („subtle hints of a near future when today’s disturbing trends have continued in an all too believable way add a sense of authenticity to a story that will appeal to many, whether or not they are ailurophiles“).
Karen Burnham schreib im Locus Magazine, dass die Kurzgeschichte vielleicht etwas lang für ihre Prämisse ist, aber trotzdem eine tolle Darstellung der Überlagerung verschiedener Technologien im modernen Zeitalter sei („might be a bit long for its premise, but it’s a great look at a modern day intersection of different technologies“).
Russell Letson schrieb im Locus Magazine, dass die Kurzgeschichte ein schlaues und lohnendes Hacking-Projekt sei („canny and rewarding hacking project“).